# PSG6
PSG6‏ (Pregnancy specific beta-1-glycoprotein 6) هوَ بروتين يُشَفر بواسطة جين PSG6 في الإنسان.